# Dimitrios Kasdaglis
Dimitrios Emanuel „Demis” Kasdaglis, także Demetrios Casdagli (gr. Δημήτριος Εμμανουήλ Κάσδαγλης; ur. 10 października 1872 w Salford, zm. 6 lipca 1931 w Bad Nauheim) – grecki tenisista, uczestnik letnich igrzysk olimpijskich w 1896 w Atenach.
Jego młodszy brat Ksenofon także był tenisistą. Rodzina Kasdaglisa zajmowała się handlem bawełną. Opuściła Egipt, aby osiedlić się w Anglii. Tenisista miał przodków pochodzących z Rosji.
Kasdaglis wyjechał z Anglii w 1895 roku, by kontynuować rodzinny biznes w Egipcie. W oficjalnym sprawozdaniu z Letnich Igrzysk Olimpijskich 1896 jest on uznawany za Greka mieszkającego w Egipcie, jednak zachowały się jedynie dowody stwierdzające jego brytyjskie obywatelstwo.
Kasdaglis doszedł do finału turnieju tenisowego zarówno w grze pojedynczej jak i podwójnej. W turnieju gry pojedynczej pokonał w pierwszej rundzie Deferta z Francji, w drugiej Konstandinosa Akratopulosa z Grecji, a w półfinale Momcsilló Tapaviczę z Austro-Węgier. W finale zmierzył się z Johnem Piusem Bolandem z Wielkiej Brytanii. Kasdaglis przegrał zdobywając srebrny medal.
W turnieju gry podwójnej występował w parze z Dimitriosem Petrokokinosem z Grecji. W pierwszej rundzie turnieju pokonali parę grecką Konstandinos Paspatis i Ewangelos Ralis, a w półfinale parę brytyjsko-australijską: George Stuart Robertson i Teddy Flack. W finale Kasdaglis znowu zmierzył się z Bolandem, tym razem występował on w parze z Niemcem Friedrichem Traunem. Grek ponownie przegrał, co dało mu drugi srebrny medal olimpijski.
W 1906 roku brał udział, bez sukcesów, w olimpiadzie letniej.